# Columbianum gracilicorne
Columbianum gracilicorne är en mångfotingart som först beskrevs av Carl 1914.  Columbianum gracilicorne ingår i släktet Columbianum och familjen Siphonophoridae. Inga underarter finns listade i Catalogue of Life.